# A Matrimonial Deluge
A Matrimonial Deluge è un cortometraggio muto del 1913 scritto e diretto da William Duncan che ne fu anche l'interprete principale a fianco di Myrtle Stedman.

## Produzione
Il film fu prodotto dalla Selig Polyscope Company.

## Distribuzione
Distribuito dalla General Film Company, il film - un cortometraggio di una bobina - uscì nelle sale cinematografiche statunitensi il 21 gennaio 1913. Il 24 aprile dello stesso anno, venne distribuito anche nel Regno Unito.